# Rafael Martín (basket-ball)
Pour les articles homonymes, voir Rafael Martin.
Rafael Martín, né le 12 septembre 1914, au Salvador et décédé le 22 avril 2010, dans la ville de Panama au Panama, est un ancien joueur espagnol de basket-ball qui a évolué au poste d'ailier.

## Palmarès
- Finaliste du championnat d'Europe 1935
- MVP du Champion d'Europe 1935